# Bata-Yala
Bata-Yala est une localité de la République démocratique du Congo, située dans la province du Kongo central.

## Administration
Le village fait partie du secteur de Tsundi-Sud, dans le territoire de Lukula.